# Спицыно (Вытегорский район)
Спицыно — деревня в Вытегорском районе Вологодской области.
Входит в состав Андомского сельского поселения, с точки зрения административно-территориального деления — в Андомский сельсовет.
Расстояние по автодороге до районного центра Вытегры — 34 км, до центра муниципального образования села Андомский Погост — 2 км.
По переписи 2002 года население — 5 человек.